# Wardner
Wardner és una població dels Estats Units a l'estat d'Idaho. Segons el cens del 2000 tenia 215 habitants.

## Demografia
Segons el cens del 2000, Wardner tenia 215 habitants, 88 habitatges, i 60 famílies. La densitat de població era de 96,5 habitants/km².
Dels 88 habitatges en un 25% hi vivien nens de menys de 18 anys, en un 50% hi vivien parelles casades, en un 9,1% dones solteres, i en un 31,8% no eren unitats familiars. En el 25% dels habitatges hi vivien persones soles el 15,9% de les quals corresponia a persones de 65 anys o més que vivien soles. El nombre mitjà de persones vivint en cada habitatge era de 2,44 i el nombre mitjà de persones que vivien en cada família era de 2,85.
Per edats la població es repartia de la següent manera: un 24,7% tenia menys de 18 anys, un 7,4% entre 18 i 24, un 24,7% entre 25 i 44, un 30,2% de 45 a 60 i un 13% 65 anys o més.
L'edat mediana era de 42 anys. Per cada 100 dones de 18 o més anys hi havia 105,1 homes.
La renda mediana per habitatge era de 25.500 $ i la renda mediana per família de 31.563 $. Els homes tenien una renda mediana de 36.071 $ mentre que les dones 21.250 $. La renda per capita de la població era de 14.051 $. Aproximadament el 14% de les famílies i el 12,8% de la població estaven per davall del llindar de pobresa.

## Poblacions més properes
El següent diagrama mostra les poblacions més properes.